# Palais Porcia (Wien)

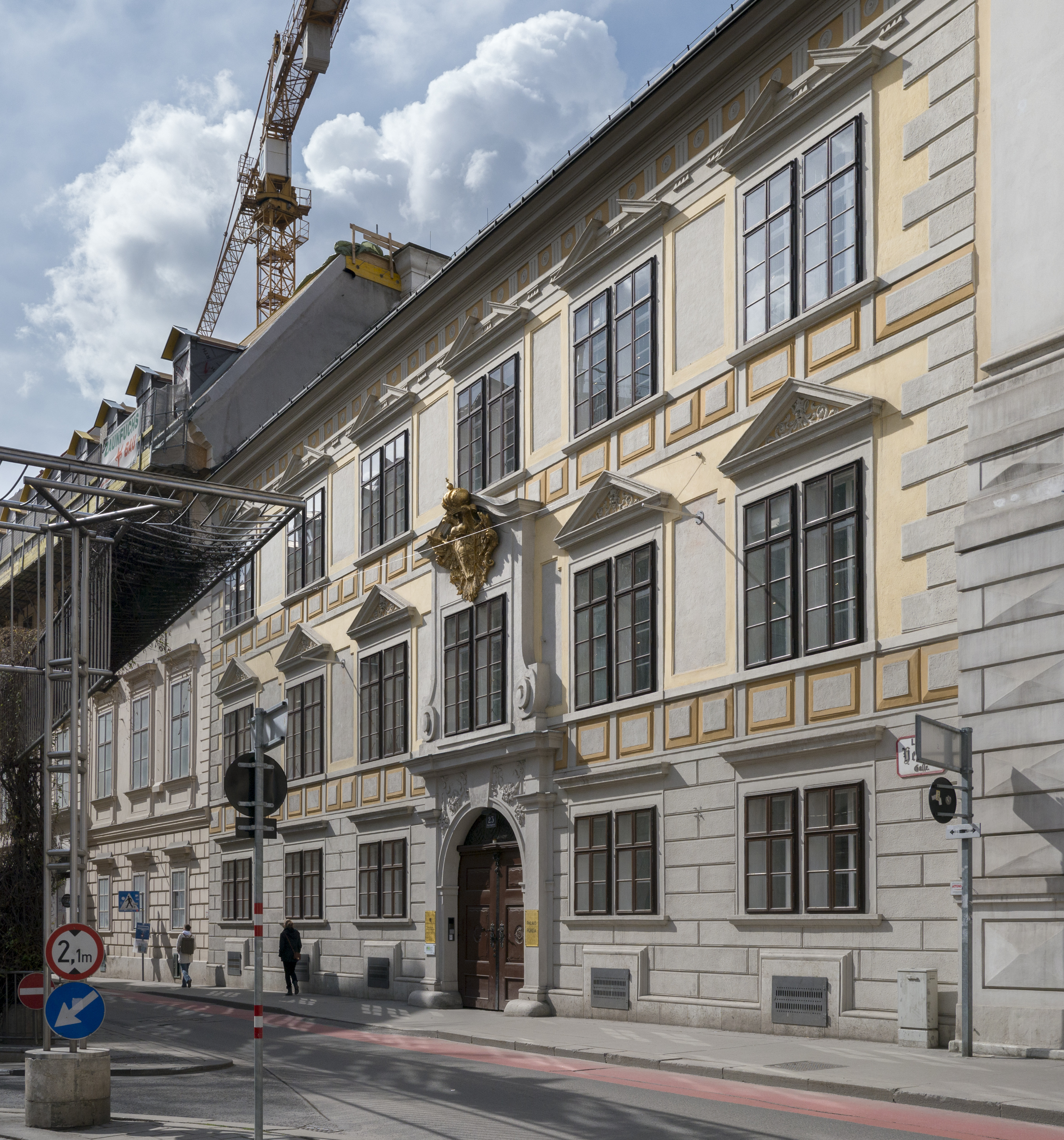
Palais Porcia, Portal an der Herrengasse

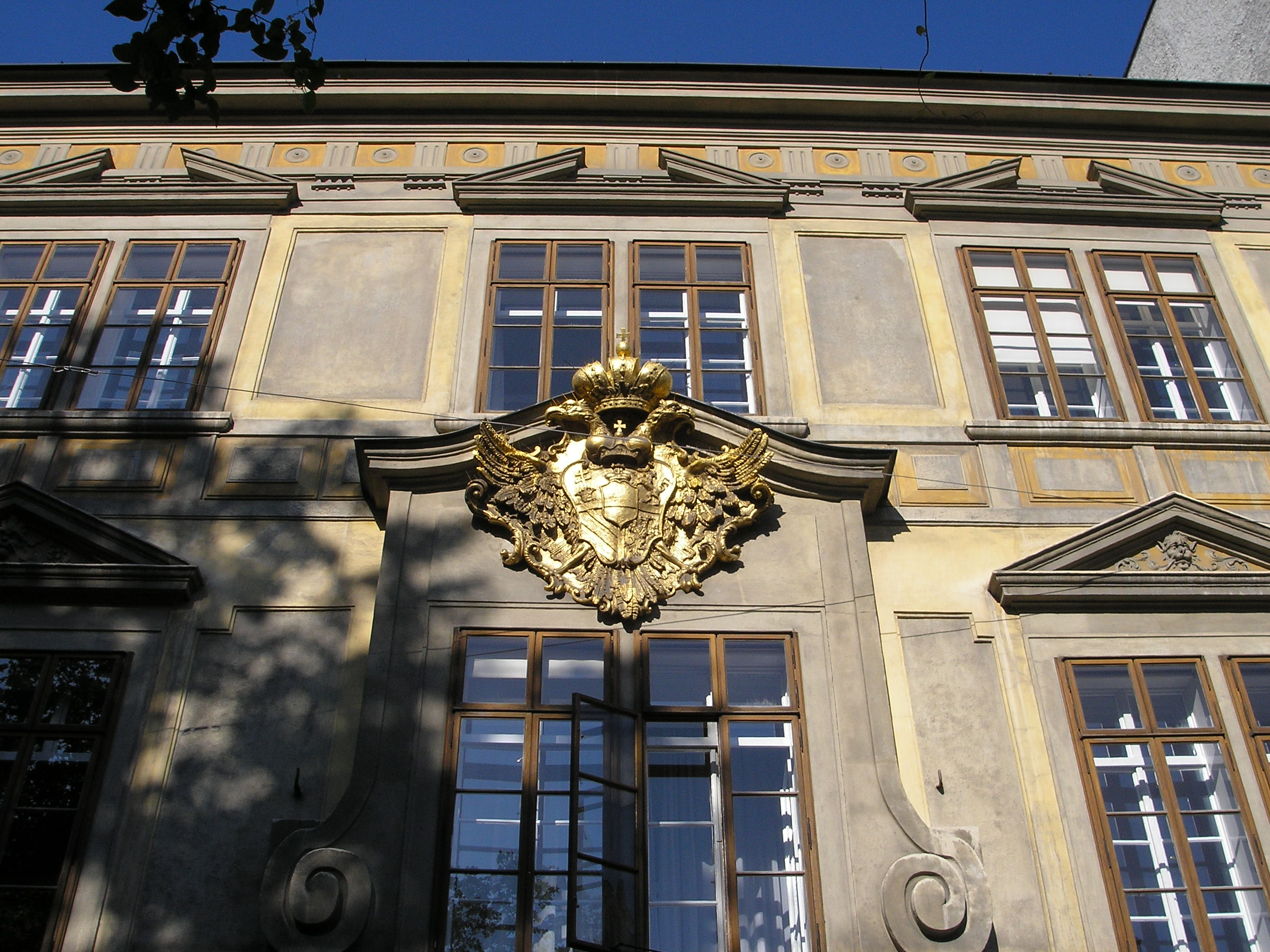
Die Fassade mit dem kaiserlichen Doppeladler über dem Hauptportal

Das Palais Porcia ist ein Palais in der Herrengasse im 1. Wiener Gemeindebezirk, neben dem Palais Kinsky und gegenüber dem Palais Harrach gelegen. Es ist einer der wenigen Palastbauten in Wien, der noch unter dem Einfluss der Renaissance entstand, und zählt zu den ältesten erhaltenen Palais Wiens.

## Geschichte
Der spanische Graf Gabriel von Salamanca-Ortenburg, Generalschatzmeister des späteren Kaisers Ferdinand I., erwarb im Jahre 1535 die ursprünglichen Wohnbauten, die an der Stelle des heutigen Palais entstanden, von Wilhelm von Roggendorf. Kurz vor seinem Tod gab er 1538 ein Palais im Stile der Renaissance in Auftrag, das im Jahr 1546 fertiggestellt wurde. Im Jahre 1592 wurden die beiden Familien Hofkirchen und Losenstein neue Eigentümer des Anwesens und behielten dies bis zum Jahre 1627. In diesem Zeitraum gab es mehrere umfangreiche Umbauten des Palais, die unter Hans Wilhelm von Losenstein und unter Georg Andreas Freiherr von Hofkirchen und seiner Frau Margarete von Losenstein vollendet wurden, deren Wappen bis heute in der Mitte des Arkadengangs zu sehen ist. Die große Stiege im vorderen Trakt sowie die Wendeltreppe im 1. Hof mit Stufen aus dem Kaisersteinbrucher Kaiserstein.
Im Jahre 1627 kam das Palais in den Besitz von Graf Wratislav zu Fürstenberg und im Jahre 1643 an Hans Helferich Jörger von Tollet. Im Jahre 1667 wurde Johann Karl Fürst Porcia neuer Eigentümer des Palais, der ihm den heutigen Namen gab. Im 18. Jahrhundert kam das Anwesen zunächst an den Hofkammerrat Bartholomäus von Tinti, der auch die Schallaburg besaß, und im Jahre 1750 an das kaiserliche Hofärar (seither ziert ein habsburgisches Wappen die Fassade zur Herrengasse).
In der Folgezeit beherbergte das Palais öffentliche Institutionen wie den Verwaltungsgerichtshof (ab 1883), den Rechnungshof und den Landesschulrat für Niederösterreich. Hierfür wurde das Innere des Palais mehrfach angepasst. Seit dem Jahre 1925 beherbergt das Palais die Administrative Bibliothek des Bundes (AB), heute zusätzlich das Informations- und Kommunikationstechnik (IKT)-Zentrum im Bundeskanzleramt.
 
Die letzte Generalsanierung erfolgte in den Jahren 1991 bis 1997. Im Parterrebereich finden heute regelmäßig kleinere Kunstausstellungen statt.